# Sphodromantis gestri
Sphodromantis gestri es una especie de mantis de la familia Mantidae.

## Distribución geográfica
Se encuentra en Kenia y Somalia.